# Rubén González (pianista)
Rubén González (Santa Clara, 26 de mayo de 1919 - La Habana, 8 de diciembre de 2003) fue un pianista cubano.
Aprendió a tocar el piano en el Conservatorio de Cienfuegos. Estudió medicina, pero abandonó los estudios debido a problemas económicos. En 1943 grabó su primer disco, junto con Arsenio Rodríguez. Pronto se hizo famoso en Cuba y otros lugares de América Latina.
González se retiró a finales de los ochenta, pero comenzó una segunda carrera en 1996 con un disco solista. El año siguiente, el estadounidense Ry Cooder produjo Buena Vista Social Club, álbum en el que aparecían González, Compay Segundo, Ibrahim Ferrer, Omara Portuondo, Eliades Ochoa y otros músicos cubanos. Wim Wenders hizo una película biográfica con el mismo nombre y González y sus colegas alcanzaron la fama mundial. Además, el pianista formó parte de la orquesta Afro Cuban All Stars, la misma en la que se encontraba Ibrahim Ferrer junto con otros músicos y cantantes como Pío Leyva, Manuel "Puntillita" Licea, Juan de Marcos González, entre otros.